# 1899 v hudbě
Tento článek obsahuje události související s hudbou, které proběhly v roce 1899.

## Narození
- 7. leden – Francis Poulenc, skladatel († 1963)
- 21. leden –  Alexandr Nikolajevič Čerepnin, pianista a skladatel († 1977)[1]
- 15. únor – Georges Auric, skladatel († 1983)[2]
- 5. březen – Patrick Hadley, skladatel († 1973)[3]
- 29. duben – Duke Ellington, jazzový hudebník († 1974)
- 1. květen – Jón Leifs, skladatel
- 6. květen – Billy Cotton, hudebník
- 30. květen – Little Jack Little, zpěvák († 1956)[4]
- 1. červen – Werner Janssen, skladatel († 1990)
- 11. červen – George Frederick McKay, skladatel († 1970)
- 13. červen – Carlos Chávez, skladatel[5]
- 21. červen – Pavel Haas, skladatel († 1944)
- 30. červen – Harry Shields, jazzový hudebník
- 10. červenec – André Souris, skladatel († 1970)
- 30. červenec – John Woods Duke, skladatel(† 1984)
- 9. září – Maria Yudina, pianistka († 1970)
- 13. září – Ephraim Amu, skladatel († 1995)
- 25. září – Ricard Lamote de Grignon, skladatel († 1965)
- 15. říjen – Adolf Kubát, hobojista († 1980)
- 31. říjen – Ted Shapiro, pianista († 1980)
- 9. listopad – Mezz Mezzrow, jazzový hudebník
- 18. listopad – Eugene Ormandy, houslista († 1985)
- 22. listopad – Hoagy Carmichael, skladatel a pianista († 1981)
- 29. listopad – Gustave Reese, muzikolog
- 30. listopad – Hans Krása, skladatel († 1944)
- 2. prosinec – John Barbirolli, dirigent († 1970)[6]
- 11. prosinec – Julio de Caro, skladatel († 1980)[7]
- 21. prosinec – Silvestre Revueltas, skladatel[8]